# One Night Only (zespół muzyczny)
One Night Only – brytyjski zespół grający indie rock, założony w 2003 w Helmsley w Anglii.

## Historia
Zespół założyli latem 2003 Mark „Mittens” Hayton, Daniel „Pob” Parkin, Sam „Gunner” Ford i Kai Smith. Wkrótce dołączył do nich George Craig a Smith opuścił zespół. Początkowo grali covery The Beatles, Blink-182, New Found Glory, ale również własne kompozycje. W październiku 2014 roku Mark Hayton opuścił zespół.
Nazwa zespołu, One Night Only, została wymyślona prowizorycznie tuż przed koncertem One Night Only, co znaczyło dosłownie „tylko jedną noc”, lecz nazwa się przyjęła i została na dłużej. Swój pierwszy koncert zagrali 12 grudnia 2003 w Kirkbymoorside Memorial Hall. W 2005 r. do zespołu dołączył keyboardzista Jack „Fish” Sails. Zespół pojawił się na „The Friday Night Project” wykonując piosenkę do ich trzeciego singla It’s About Time. George Craig pojawił się na „Hollyoaks” wykonując akustyczną wersję tej samej piosenki.
W 2007 zespół wyruszył w trasę koncertową razem z Milburn i The Pigeon Detectives. Ich pierwsza trasa koncertowa rozpoczęła się w styczniu 2008, a zakończyła w marcu. Jednak ich największa trasa koncertowa odbyła się jesienią 2008 roku. Występowali też na festiwalach, w tym na Isle of Wight, Oxegen i Glastonbury. Następnie zespół koncertował w takich miejscach jak Lincoln Engine Shed i The Astoria w towarzystwie irlandzkiej grupy General Fiasco, Onlookers i innych.
Ich debiutancki album Started a Fire był nagrywany w RAK Studio w londyńskiej dzielnicy St John’s Wood od sierpnia do września 2007 r. Producentem tego albumu był Steve Lillywhite, znany ze współpracy z zespołem U2 nad albumem No Line on the Horizon.
You and Me był ich debiutanckim singlem, wydanym w październiku 2007, który dotarł do 46 miejsca w UK Top 40. Drugi singiel z tego samego albumu, Just For Tonight na 9 miejsce w UK Singles Chart. Trzeci singiel It’s About Time został wydany 28 kwietnia 2008 i utrzymał się na 37. miejscu w tabeli.
7 lipca 2008 r. wyszła reedycja singla You And Me.
Mimo że zespół napisał ponad 25 nowych piosenek od wydania Started a Fire to żaden z nowych utworów nie pojawił się na końcowej wersij albumu wydanego pod koniec sierpnia 2010. Takie nowe utwory jak intention confidential, a thousand dreams czy daydream były wykonywane podczas ich trasy w październiku, także live it up i hurricane do których zamieścili klipy, nie zostały umieszczone na płycie. Utwory daydream i hurricane zostały nagrane i umieszczone na itunes jako utwory bonusowe.
19 marca 2010 ogłoszono zakończenie prac nad drugim albumem. Perkusista Sama Forda opuścił zespół a nowym perkusistą został James Craig, brat George'a oraz były członek zespołu Jung Jang Jong. Singlem promującym album był say you dont want it, który został wydany 16 sierpnia. W teledysku do tej piosenki wystąpiła Emma Watson. 22 sierpnia piosenka notowana była na UK singles chart i zajęła 23 miejsce. Album wydany został 23 sierpnia 2010 pod tytułem One Night Only.
Na koncerctach w Austin, Teksasie oraz na festiwalu SXSW zespół zaprezentował sześć debiutanckich utworów:chemistry, anything, forget my name, ,say you dont want it, got it all wrong oraz all i want.
Od 2008 zespół regularnie publikuje krótkie filmiki na MySpace i YouTube informując tym samym swoich fanów o nowościach, publikując sample czy nagrania z koncertów.ersją This Is a Hurricane na koniec.

## Dyskografia

### Albumy
- Started a Fire (2008)
- One Night Only (2010)

### Single
- You and Me (2007)
- Just for Tonight (2008)
- It's About Time (2008)
- Say You Don't Want It (2010)
- Chemistry (2010)
- Long Time Coming (2012)
- Get Around To It (2014)